# Peter Zamory

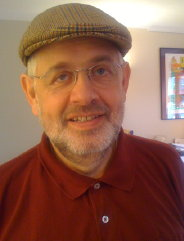
Peter Zamory in seiner Hamburger Arztpraxis, Juni 2012

Peter Zamory (* 17. Dezember 1952 in Hamburg-Altona) ist ein deutscher Politiker (Bündnis 90/Die Grünen) und Arzt für Allgemeinmedizin.

## Leben
Zamory ging auf das Gymnasium Altona in Hamburg. Er studierte nach seinem Abitur 1971 Medizin an der Universität Hamburg. Er schloss das Studium 1981 ab. Zamory ist niedergelassener Arzt für Allgemeinmedizin in Hamburg-Ottensen. Er ist in zweiter Ehe verheiratet mit der Hamburger Malerin Yohana R. Hirschfeld und hat zwei Kinder.

## Politik
Zamory engagierte sich zunächst in der Gruppe Internationale Marxisten, für die er – u. a. gemeinsam mit Norbert Hackbusch – in Hamburg bei der Bundestagswahl 1976 antrat: Zamory im Wahlkreis Hamburg-Altona, Hackbusch im Wahlkreis Hamburg-Harburg. Seit 1986 gehört Zamory der Grün-Alternativen Liste (GAL) an, die sich später zum Landesverband von Bündnis 90/Die Grünen umfirmierte. Er war am Ende der 14. Wahlperiode von August 1992 an, als er für Michael Pollmann nachrückte, bis 2001, also bis nach Beginn der 16. Wahlperiode, Mitglied der Bürgerschaft der Freien und Hansestadt Hamburg und wurde bei der Bürgerschaftswahl 2020 für die 22. Wahlperiode erneut ins Hamburger Landesparlament gewählt. Als Bürgerschaftsabgeordneter war er in der von 1997 bis 2001 reichenden 16. Wahlperiode Mitglied des Gesundheits-, Innen- und Wissenschaftsausschusses. Er war damals Gesundheitssprecher seiner Fraktion. Von 2020 bis 2025 war er sowohl Sprecher für Drogen, Sucht und Erinnerungskultur als auch Vorsitzender des Gesundheitsausschusses der Hamburger Bürgerschaft. Bei der Bürgerschaftswahl 2025 verfehlte er den Wiedereinzug in die Bürgerschaft.
In seiner ersten Abgeordnetenzeit sprach er sich unter anderem für die Freigabe von Haschisch aus. Seiner Meinung werden "98 Prozent der Jugendlichen, die mal einen Joint genießen oder einen Haschkeks essen, […] nicht sozial auffällig, krank oder süchtig." Für ihn ist die Einstiegsdroge Nummer eins der Alkohol.
Im Rahmen der Diskussion 1999 um den angeblich zu geringen Verdienst von Ärzten sagte Zamory: „Ich denke, daß das wirklich schon ein bißchen obszön ist, daß eine Berufsgruppe, die sicher lange ausgebildet ist und auch nicht schlecht verdient, sie soll auch gut verdienen, aber bei dieser Massenarbeitslosigkeit meint, also die Armutsnummer abziehen zu müssen. Das finde ich in keiner Weise gerechtfertigt.“